# Fortnite: Battle Royale
Fortnite Battle Royale es un videojuego multiplataforma gratuito perteneciente al género battle royale desarrollado y publicado por Epic Games. Fue lanzado como un título con acceso anticipado para Microsoft Windows, macOS, PlayStation 4, Xbox One el 26 de septiembre de 2017, seguido de iOS, Android y Nintendo Switch al año siguiente. Así mismo, en 2020, fue lanzado para las consolas de nueva generación, PlayStation 5 y Xbox Series X|S. Es un spin-off del modo de juego Fortnite: Salvar el Mundo y un cooperativo juego de supervivencia con elementos de construcción.
Como juego de Battle Royale, Fortnite Battle Royale cuenta con hasta 100 jugadores, en solitario, dúos, tríos o escuadrones de hasta cuatro jugadores, intentando ser el último jugador con vida eliminando a otros jugadores o evadiéndolos, al tiempo que se mantiene dentro de una zona segura que se encoge constantemente para evitar recibir daños letales provenientes de una tormenta tóxica. Los jugadores deben buscar armas para ganar ventaja sobre sus oponentes. El juego añade el elemento de construcción de Fortaleza; los jugadores pueden romper la mayoría de los objetos en el mundo del juego para ganar recursos que pueden utilizar para construir fortificaciones como parte de su estrategia. El juego además cuenta con juego multiplataforma limitado entre PlayStation 4, Xbox One, Nintendo Switch, versiones para ordenador y versiones para móviles. 
Tras el lanzamiento anticipado de PlayerUnknown's Battlegrounds en marzo de 2017 y su rápido crecimiento, Epic Games vio la oportunidad de crear un modo de batalla real a partir de Fortnite. Epic Games lo lanzó como un modo dentro del juego, pero más tarde lo convirtió en un juego independiente y gratuito, soportado por microtransacciones que no requería el juego base Fortnite.

## Jugabilidad

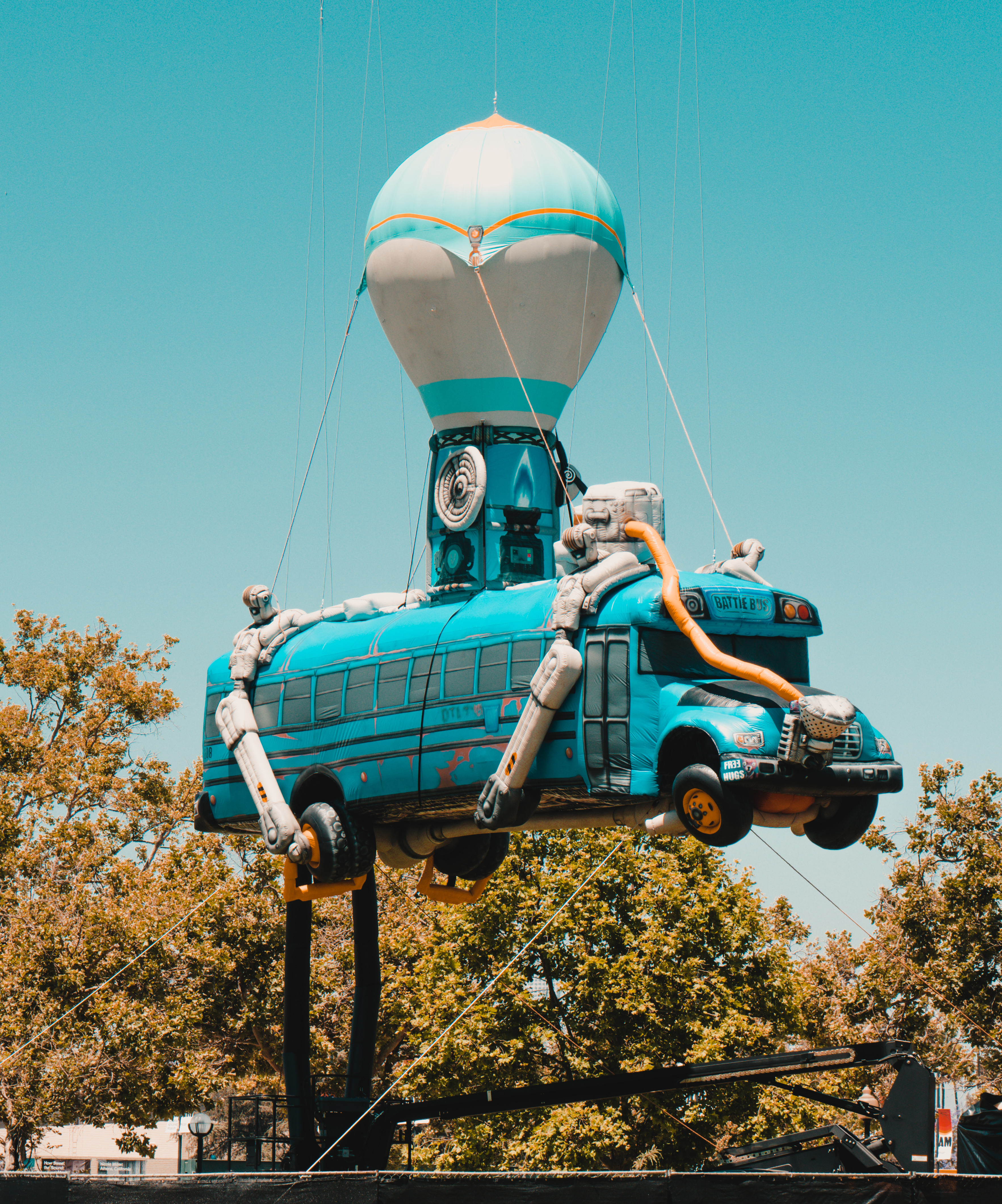
El Autobús de Batalla o Battle Bus, es un vehículo flotante que utiliza un sistema muy similar al de un dirigible, el cual se ocupa de transportar a todos los jugadores hasta el mapa del Battle Royale. Aparece solamente al inicio de cada partida sobrevolando algún sitio aleatorio de la isla en línea recta.

El juego principal de Battle Royale sigue el formato estándar del género battle royale: hasta 100 jugadores vuelan desde autobuses flotantes a un mapa coherente, que incluye distribución aleatoria de armas, escudo y otras características de apoyo al combate. El objetivo es ser el último jugador (o equipo, si juega en equipos pequeños) vivo matando o evitando a otros jugadores. Con el tiempo, la zona segura del juego (representando el ojo de una tormenta que está devastando el mundo), disminuye de tamaño, y los jugadores atrapados fuera de la zona recibirán daño, potencialmente muriendo. Si sobrevive mucha gente, el ojo de la tormenta desaparecerá haciendo una muerte subíta. Esto dirige a los jugadores supervivientes a espacios más estrechos, forzando los encuentros de los jugadores. Los jugadores pueden saquear a los enemigos derrotados. Se producirán caídas aleatorias de suministros durante una partida, proporcionando armas y objetos al azar.

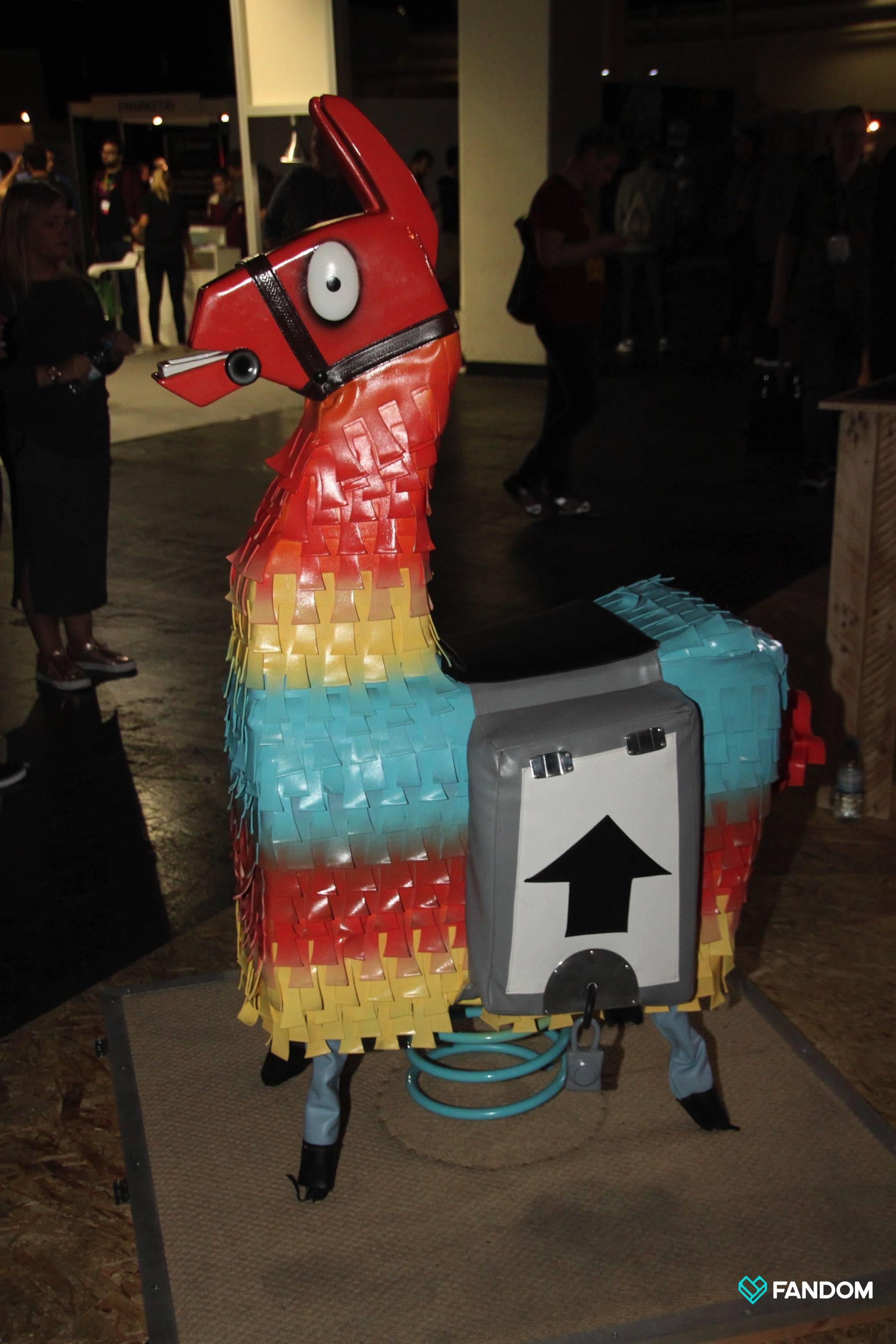
La Llama o también conocida como Loot-Llama, es una caja de suministros en forma de una piñata, en la que se puede encontrar materiales en grandes cantidades, al igual que objetos de curación y demás objetos. Las mismas suelen aparecer en cantidades de 3 por partida y en diferentes zonas aleatorias de todo el mapa, tardando aproximadamente 8 segundos en abrirse completamente.

Este modo el cual sigue una mecánica de juego similar a otros juegos de batallas reales, particularmente de PlayerUnknown's Battlegrounds, además de admitir hasta cien jugadores, ya sean individuos o escuadrones de hasta cuatro personas, que intentan ser la última persona o equipo en pie mientras cazan a otros jugadores y evitan que los maten ellos mismos, se distingue porque todos los jugadores comienzan con nada más que con un pico para recolectar recursos, y se lanzan en paracaídas en el mapa. Una vez que aterrizan, pueden buscar armas, armaduras y recursos, el último de los cuales se puede utilizar para hacer estructuras de la misma manera que en el modo "Salvar al mundo". Para buscar los recursos se consiguen de 4 maneras: en cofre, en entrega aérea, la llama y eliminando jugadores que los lleven. Con el tiempo, una tormenta rodea el área y hace que el área "segura" del mapa disminuya cada vez más de tamaño. Una vez que el "área segura" se haya reducido al círculo más pequeño en el mapa (un círculo delgado y blanco), generará, en una ubicación aleatoria, un círculo más pequeño dentro de él. Aquellos que son atrapados fuera del área reciben daño y potencialmente mueren si permanecen fuera por demasiado tiempo. También hay caídas al azar de recursos, armas y artículos que pueden requerir que los jugadores construyan pisos y rampas para acceder, con diferentes elementos aleatorios determinados por la rareza. Los jugadores pueden usar dinero real para comprar dinero en el juego, que se puede usar para comprar artículos cosméticos.
Durante el evento The Game Awards 2017, llevado a cabo el 7 de diciembre del 2017, Epic Games anunció y lanzó un modo "50 contra 50", de tiempo limitado para la battle royale, el primero de varios modos de juego planificados. En este, los jugadores se les asignan al azar a uno de los dos equipos, y juegan hasta que solo quedan miembros de un equipo, con el resto de mecánicas de batalla real en su lugar. El modo alienta a los jugadores de un equipo a trabajar juntos para recolectar recursos anticipándose a las áreas seguras más pequeñas, y luego a construir fortalezas cuando el área segura es lo suficientemente pequeña, protegiendo sus propias fortificaciones mientras intentan dañar a los otros equipos y terminar con los jugadores restantes. La principal distinción de "Fortnite Battle Royale" con respecto a otros juegos de batalla de Royale es el sistema de construcción y edición. Casi todos los objetos del entorno se pueden descomponer en materiales (madera, piedra y metal), que luego se pueden utilizar para construir fortificaciones de durabilidad limitada, como paredes, escaleras y rampas. Estos objetos pueden ser usados para ayudar a atravesar el mapa, proteger al jugador de disparos o ralentizar la progresión de otros jugadores.
El videojuego es uno de tipo gratuito, apoyado por microtransacciones que permite a los jugadores comprar "V-Bucks" (paVos), la moneda interna del juego. V-Bucks también se comparten con el juego principal "Fortnite" "Save the World", que ofrece a los jugadores la oportunidad de ganar V-Bucks completando misiones o misiones diarias. Los V-Bucks pueden ser usados para comprar mejoras para el jugador (héroes, skins de personajes y emotes). Cabe destacar que las skins, personajes y emotes no otorgan una ventaja en el combate, por lo cual no es un juego "pay to win". Los V-Bucks también se pueden utilizar para comprar Pases de Batalla que aceleran la velocidad a la que un jugador aumenta su nivel dentro de las "temporadas" del juego (cada temporada dura unos meses). Al elevar su nivel, obtienen recompensas automáticas de artículos cosméticos típicamente alrededor de un tema. Los jugadores pueden aumentar los niveles sin un pase de batalla, aunque a un ritmo más lento.

## Modos de juego
Dentro de juego podemos encontrar varios tipos de modalidades diferentes para que los jugadores elijan dependiendo de sus gustos o su estilo de juego, entre los modos de juego que podemos encontrar son:

### En solitario
Este modo de juego utiliza las reglas estándar del Battle Royale y es un combate de todos contra todos. En este modo no hay redespliegue del ala delta, la única forma de poder redesplegar el ala delta durante la partida es necesario encontrar el objeto "ala delta" con el que podrás volver a planear (aunque durante el transcurso de la temporada 9 del capítulo 1 este objeto fue removido de todos los modos con excepción del modo Refriega por Equipos) y sino lo más rentable para los jugadores es encontrar el objeto de la plataforma de salto para esto. Además de ellos los jugadores deben mantenerse en movimiento constante para evitar ser alcanzados por la tormenta la cual se mueve en intervalos de tiempo limitado, ya que si se quedan demasiado tiempo en la tormenta esta terminara por eliminar a los jugadores, también si en algún momento la barra de vida llega a 0 por la tormenta o por los disparos de los oponentes he incluso por una caída desde un lugar alto el jugador inmediatamente será eliminado completamente del juego. El ganador de este modo se decide solamente por el último jugador que quede en pie con vida.

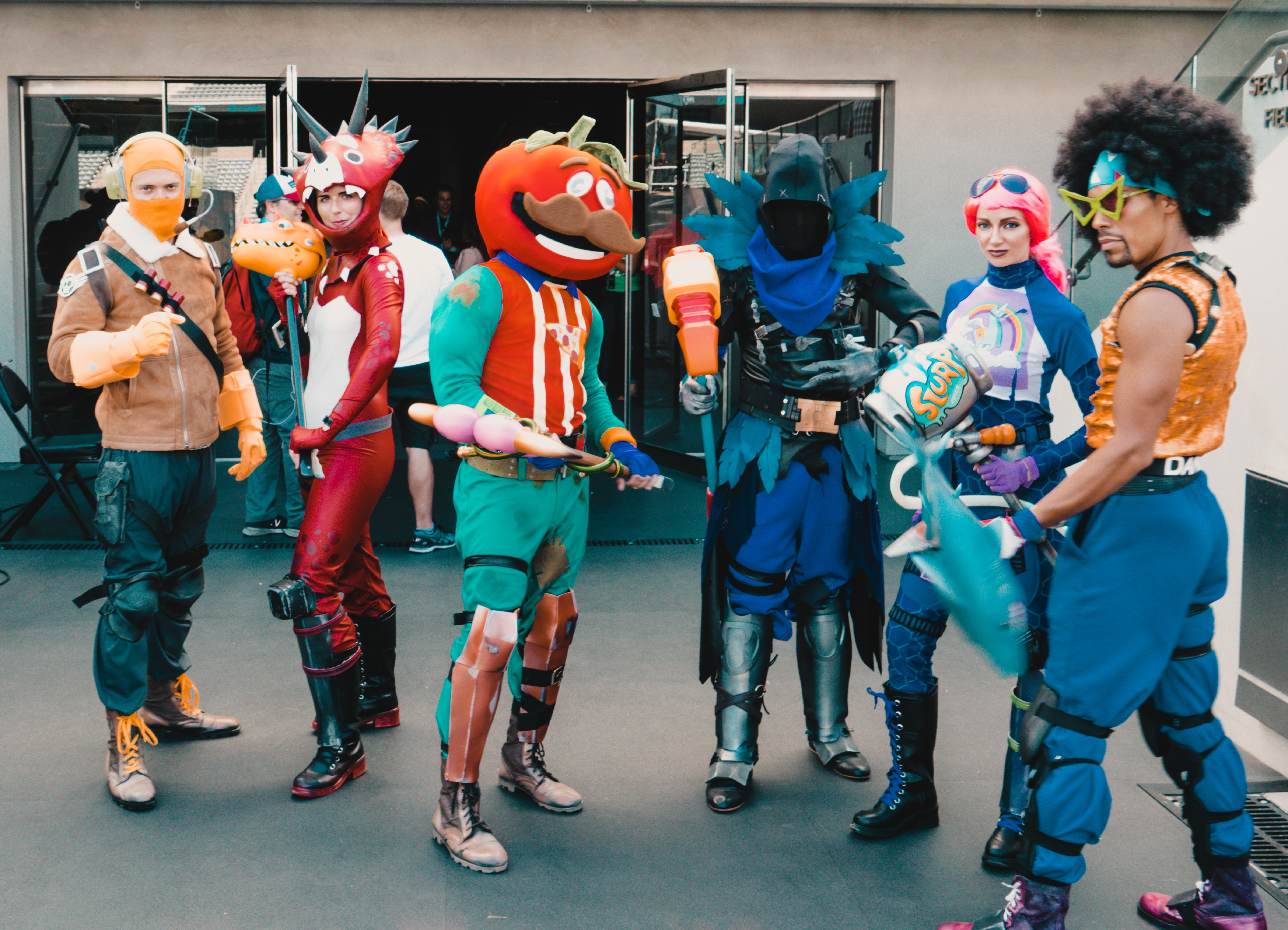
Grupo de personas haciendo Cosplay de las diferentes skins o personajes de Fortnite.

### Dúos
Este modo de juego mantiene las mismas reglas estándares que en el modo En Solitario, pero con la diferencia de que en este modo se puede jugar con un compañero al azar o incluso con amigos, al igual que se mencionó previamente, aquí tampoco hay redespliegue de ala delta, salvo cuando se salta del autobús de batalla o utilicemos algún aparato anteriormente nombrado. Un gran cambio en este modo de juego es que en caso de ser aturdido por un rival o incluso en el peor de los casos por una caída libre hacia el vacío, el jugador afectado en lugar de morir instantáneamente como en el modo En Solitario tiene la posibilidad de regresar a la acción solo con la ayuda de su compañero de equipo quien lo reanimara y lo curara en un lugar más seguro, una vez reanimado el jugador derribado aparece con 30 puntos de vida, en lugar de los 100 puntos que sería el máximo. El ganador en este modo solo de decide por el último dúo en pie, aunque también si uno de los miembros del dúo es eliminado el equipo sigue en partida, solo hasta que el otro miembro del dúo que sigue con vida sea eliminado de la partida.

### Tríos
Este modo de juego es muy similar al modo de Dúos, el cual fue implementado en la Temporada 4 del Capítulo 2 de forma indefinida, a diferencia de los modos de juego ya mencionados, en este los jugadores están formados por grupos de tres miembros dentro de una partida en la cual mantienen las mismas reglas del battle royale. El último trío que quede en pie serán los ganadores del juego o si uno o más miembros del trío aún siguen en partida.

### Escuadrones
Este modo de juego es muy similar a los modos de Dúos y Tríos, pero a diferencia de los anteriores, este modo es capaz de admitir hasta cuatro jugadores por grupo.  El último escuadrón en pie sería el ganador o si uno o más miembros del escuadrón aún siguen en partida.

### Modo Sin Construcción
Es un modo de juego completamente nuevo, el cual fue implementado de forma oficial y permanente en la Temporada 2 del Capítulo 3, las mecánicas del mismo son muy similares a los modos de En solitario, Dúos, Tríos y Escuadrones originales, pero a diferencia de los anteriores, la gran característica destacada de este modo es que los jugadores no podrán construir ninguna estructura, ni obtener materiales de construcción, valiéndose solamente de la habilidad para disparar, armar estrategias y usar las estructuras en el mapa o el entorno en general para cubrirse de los ataques enemigos, además de que en este modo también mantiene las mismas reglas estándar del Battle Royale.

### Recarga
Se trata de un modo de juego que se juega en un mapa distinto al de Battle Royale, inspirado en temporadas anteriores del juego y con 40 jugadores. Recarga se puede jugar con construcción o sin construcción; en solitario, en dúos o escuadrones y, además, incluye su propio modo clasificatorio. La mecánica principal de Recarga se basa en el que, al ser eliminado un jugador, este puede revivir automáticamente segundos después si sus compañeros siguen vivos en ese momento. A medida que el equipo consigue eliminaciones, el temporizador para revivir puede ir disminuyendo para reaparecer más rápido. En su variante en solitario, los jugadores cuentan con dos oportunidades para revivir automáticamente. En todas las variantes, los reinicios se desactivan en la recta final de la partida y, en el caso de su variante en solitario, los reinicios no utilizados se convierten en escudo adicional. Recarga fue introducido por primera vez en la Temporada 3 del Capítulo 5.

### Refriega de equipos
Este modo de juego es muy parecido al de Escuadrones con la única diferencia de que este contará con más miembros en un equipo los cuales son identificados con un color para saber cuando son aliados ya que estos portaran una flecha en la parte superior de la cabeza y cuando son rivales estos no tendrán la misma flecha. También hay que tener en cuenta que en este modo se puede desplegar el ala delta como objeto para así evitar el daño por caída a diferencia de los cuatro primeros modos, por otro lado el círculo se cerrara en un lugar aleatorio del mapa dando tiempo suficiente para que los miembros de cada bando puedan recoger sus armas y materiales en un tiempo limitado antes de que la tormenta se cierre en el punto elegido a la azar donde se realizara el enfrentamiento. Lo más llamativo de este modo es que los equipos de están conformados por un máximo de 20 jugadores por ambos bandos (contando los miembros del escuadrón del jugador), cuyo principal objetivo es eliminar a la mayor cantidad de miembros del equipo rival; el vencedor será el equipo que logre conseguir el objetivo de eliminaciones. Cabe destacar que en este modo de juego, los jugadores cuentan con la reaparición en caso de que sean eliminados por los enemigos. 

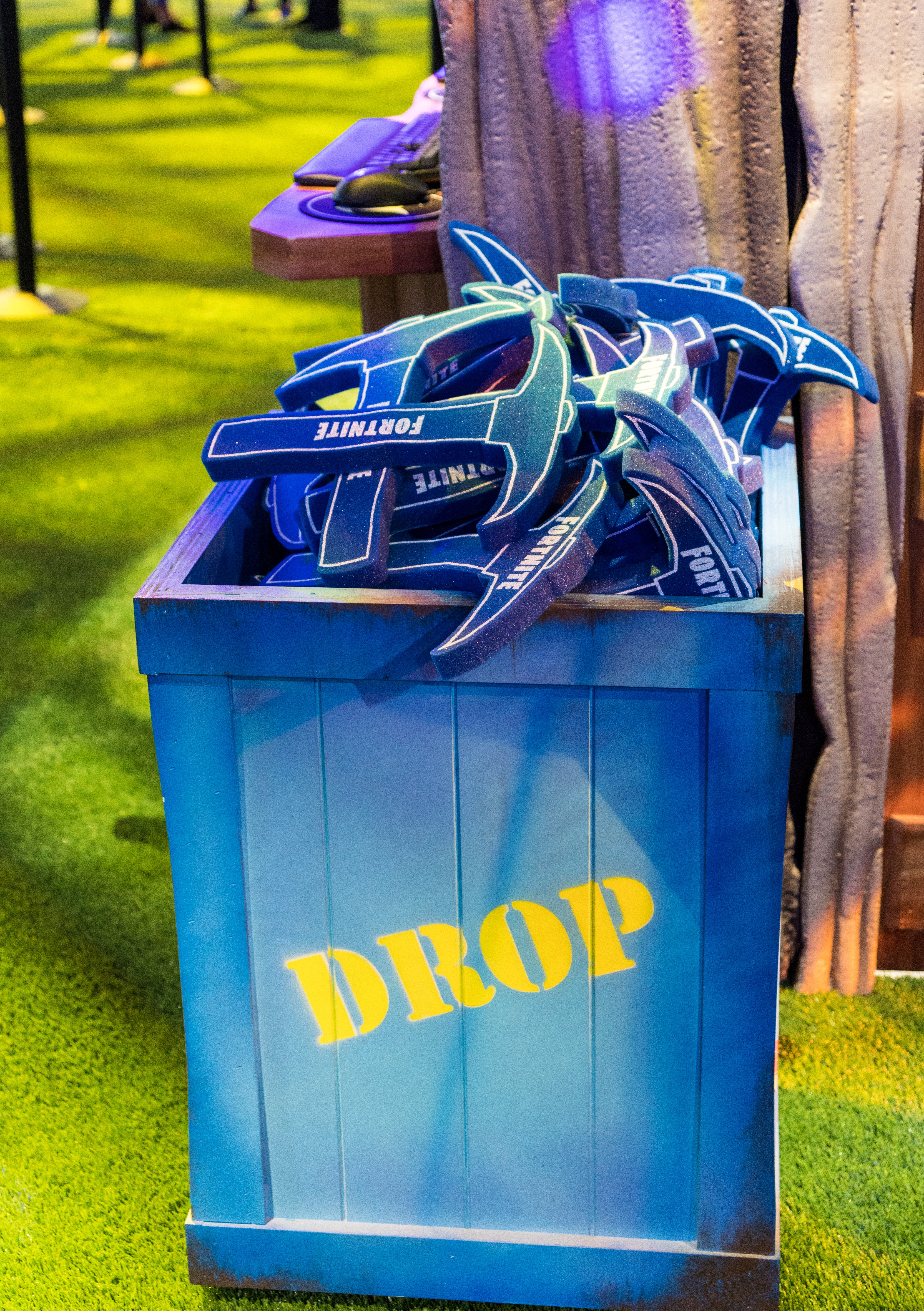
El Drop o también conocido como Air-Drop, es una caja de suministros de color azul que vienen atadas a un globo de aire y las mismas contienen diferentes objetos tales como armas de categorías Épicas o Legendarias, objetos de curación, entre otros. Normalmente estas caen en zonas aleatorias del mapa desde el cielo en los diferentes círculos de la zona segura y tardan aproximadamente un segundo en abrirse.

### Modo creativo
Es un modo de juego el cual permite a los jugadores diseñar, publicar o incluso compartir en línea, diferentes tipos de mapas personalizados del juego y donde también se les permite a cada jugador crear un contenido con libertad en las diferentes islas creativas. Las islas ofrecen un lugar en el que cada jugador crea sus propias reglas y desafíos. También les permite diseñar juegos con sus amigos y construir diversas experiencias dentro del juego. Como punto adicional, las islas de un jugador tienen un espacio que guarda automáticamente todos los cambios realizados.

### Laboratorio de batalla
Este fue un modo de juego donde los jugadores podían jugar con amigos o practicar sus habilidades de construcción, etc. Además de lo anterior en este modo de juego los jugadores podían recorrer libremente por toda la isla del Battle Royale sin correr el riesgo de se atrapados por la tormenta, ya que en este modo de juego se mantiene desactivada durante un máximo 3 horas, se puede usar todas las armas disponibles en el modo normal del juego así como también las que han sido removidas del juego normal, al igual que ciertos vehículos.

### Modo Impostores
Es un modo de juego que fue implementado en la Temporada 7 del Capítulo 2, basado en el videojuego de supervivencia llamado Among Us, en la cual participaban un total de 10 jugadores (en ocasiones 15 jugadores) en la cual se dividían entre 2 impostores y 8 agentes cuyo principal objetivo de los agentes era completar ciertas tareas en la base de la Orden Imaginada y también detectar a los 2 impostores para expulsarlos y ganar, por otro lado los impostores tendrían que sabotear a los agentes y eliminarlos con la pistola de grietas para ganar; este juego se dividía en dos modos de juego, con chat de voz, o sin este.
Este modo fue eliminado de Fortnite en agosto del 2022 en la versión v22.50 debido a que la desarrolladora explico que el equipo se quería concentrar en otros proyectos.

### Modos de Tiempo Limitado
También conocidos como MTL por sus siglas, son unos modos de juego exclusivos que duran aproximadamente 24 horas antes de cambiar, aunque algunas veces de vez en cuando suelen quedarse por un tiempo limitado y estos modos de juego vienen desde solitarios, dúos, tríos y Escuadrones. Entre los modo de juegos más destacables están: Duelo de Francotiradores, Oro Sólido, La Recompensa de Wick (este modo debido a la colaboración con la película de John Wick: Chapter 3 - Parabellum), Zone Wars, Sifón, entre otros. Además de lo anteriormente mencionado, los jugadores que consigan la primera Victoria Magistral en cualquiera de los modos de tiempo limitado también recibirán el paraguas de la victoria referente a la temporada en curso.

### Clasificatoria
Este modo de juego también incluye las cuatro clásicas modalidades de juego Solitario, Dúos, Tríos y Escuadrones; los jugadores se mantienen dentro de las reglas comunes del Battle Royale con una discrepancia principal: la medida de su progreso se establece a través de un sistema de porcentaje. Factores como supervivencia, eliminaciones, el número de Victorias Magistrales que influyen gracias a los rangos y división habilitados en promedio  Los rangos de jerarquía están clasificados de la siguiente manera; Bronce, Plata, Oro, Platino, Diamante, Elite, As y el Rango máximo es el Unreal; al llegar a este nivel el jugador esta asegurando su colocación y no puede descender a menos que quede atrás el nivel de As. Sin embargo en el Rango llamado Unreal; dentro de él el jugador se puede subir o bajar de la clasificación mundial. Este modo de juego se implemento en 2023 reemplazando al modo Arena.

### Fiesta Magistral
Este es un modo de juego añadido en la Temporada 2 del Capítulo 2 del juego. A diferencia de los anteriores modos de juego, en este se eliminan todas las armas letales del Battle Royale y son reemplazadas por armas de pintura y otros tipos de objetos no letales, además de ello también se elimina la posibilidad de construcción. En este, el jugador puede hacer distintas actividades como "Carreras de Quadtaclismo", "Carreras de Lancha", entre otras. También se implementa un nuevo mapa para efectuar todo tipo de actividades, desde presentaciones musicales con diferentes artistas así como proyecciones de películas del cine. En este modo también se introdujeron varios elementos, entre ellos las máquinas expendedoras y una cabina para cambiar de personaje en cualquier momento que el jugador lo desee.

### Lego Fortnite: Odyssey
Este es un modo de juego añadido en la Temporada 1 del Capítulo 5 del juego. el cual es una colaboración entre Fortnite y LEGO el cual consiste en un mundo abierto en el cual se puede explorar enormes mundos abiertos donde la construcción de LEGO se fusiona con Fortnite, donde también se recolecta comida y recursos.

### Rocket Racing
Este es un modo de juego añadido en la Temporada 1 del Capítulo 5 del juego. el cual es una colaboración entre Fortnite y Rocket League el cual consiste en un modo de carreras en el cual un máximo de 12 jugadores compiten en carreras para lograr ser el ganador.

### Fortnite Festival
Este es un modo de juego añadido en la Temporada 1 del Capítulo 5 del juego. el cual es un modo de música muy similar a juegos como Guitar Hero o Rock Band, en el cual un grupo de máximo 4 jugadores tocaran las canciones originales de Fortnite, así como otros éxitos del mundo de la música en el cual se podrán tocar instrumentos como micrófono, bajo, guitarra y batería.

### Ballistic
Este es un modo de juego añadido en la Temporada 1 del Capitulo 6 del juego, el cual es un modo juego de 5v5 similar a Counter-Strike y Valorant, en el cual los jugadores son asignados a dos equipos: Atacantes y defensores. Los atacantes deberán tomar un dispositivo y plantarlo en cualquiera de los dos puntos disponibles en el mapa y esperar hasta que explote, mientras que los defensores evitan que los atacantes planten el dispositivo. En caso de que los atacantes planten el dispositivo, los defensores deberán de desactivarlo en un período de tiempo para ganar la ronda. Si la ronda es terminada y el dispositivo no es plantado, se le concederá el punto de la ronda a los defensores. Sin embargo, si el dispositivo es plantado y no es desactivado, la ronda es ganada por los atacantes. Si los integrantes de un equipo son eliminados completamente, se les dará el punto de la ronda al equipo rival. Luego de cada ronda, a todos los jugadores se les va a conceder una cantidad de efectivo especifica según su rendimiento en la ronda. Éste efectivo les servirá para comprar armas, escudo adicional o equipamiento, como bombas de humo, minas o granadas. Gana el primer equipo que llegué a 7 rondas ganadas.

## Desarrollo
Fortnite había sido revelado por primera vez por Epic Games en 2011, considerado como una combinación de Minecraft y Left 4 Dead en la que cuatro jugadores trabajarían juntos para buscar recursos para construir fortificaciones, trampas, armas y otros objetos para sobrevivir a los ataques de monstruos. El juego terminó con un largo periodo de desarrollo, en parte debido a presiones externas, con la industria trasladándose a un modelo de videojuegos como servicio, y cambios internos de enfoque dentro de Epic (que incluía centrar la atención en su primer título gratuito Paragon) para hacer frente a los retos externos. Durante este periodo, Epic hizo un trato con Tencent, otorgándoles alrededor del 40% de la compañía a cambio de su apoyo a los juegos como servicio, así como acceso fácil al mercado chino de videojuegos. A Fortnite, se le confirmó un lanzamiento para 2018 en junio de 2017, con un período pagado de acceso anticipado comenzando un mes más tarde; el juego está planeado de otra manera como un título gratuito soportado por microtransacciones. Con la liberación en el acceso temprano, el juego contó con su modo de juego principal, "Salvar el Mundo", donde los jugadores en equipos de hasta cuatro trabajarían en cooperación para sobrevivir y completar los objetivos en mapas generados al azar.
Durante la otra parte del desarrollo de Fortnite, PlayerUnknown's Battlegrounds fue lanzado en computadoras personales en un acceso temprano, y rápidamente se convirtió en un juego popular y exitoso, convirtiéndose en el ejemplo definitorio del género battle royale. De acuerdo con Mustard, al equipo de Epic Games «le encantaba los juegos de tipo battle royale, como PUBG», y exploró cómo podrían hacer un modo similar en Fortnite. Mantuvieron este modo en un equipo de desarrollo separado del juego principal para la experimentación y para no perder el equilibrio en el juego principal. El desarrollo del modo Battle Royale fue dirigido por Eric Williamson con Zack Estep como líder de producción. Su objetivo era desarrollar rápidamente el modo Battle Royale desde el modo central "Salvar el Mundo", posponiendo todas las funciones complejas que aún no estaban en su lugar para lanzar el nuevo modo lo antes posible; mientras exploraban esas ideas potenciales, se mantuvieron fuera de la inclusión hasta después del lanzamiento del modo principal. El desarrollo del modo Battle Royale tomó aproximadamente dos meses, empezando en julio de 2017 tras el lanzamiento del modo "Salvar el Mundo", y contó con la ayuda del equipo de Unreal Tournament. Las principales diferencias entre los modos Battle Royale y Salvar el Mundo era que el primero incluía una progresión más limitada para las armas, un pequeño subconjunto de trampas y un terreno más natural y suave para los mapas. También querían apuntar por partidas que no tomasen más de 25 minutos, lo que llevó a que algunas de las decisiones que afectaban a los elementos de "Salvar el Mundo" no se cumplirían. Tenían incluido las mecánicas de construcción de Fortnite para las fortificaciones sin saber cómo los jugadores usarían eso dado que la zona segura seguiría encogiéndose, pero descubrieron rápidamente que las mecánicas ayudaban a distinguir el juego de PUBG y fue utilizado frecuentemente por jugadores expertos para ganar partidos, y desde entonces ha implementado más funciones para ayudar a los jugadores a construir rápidamente bases temporales.

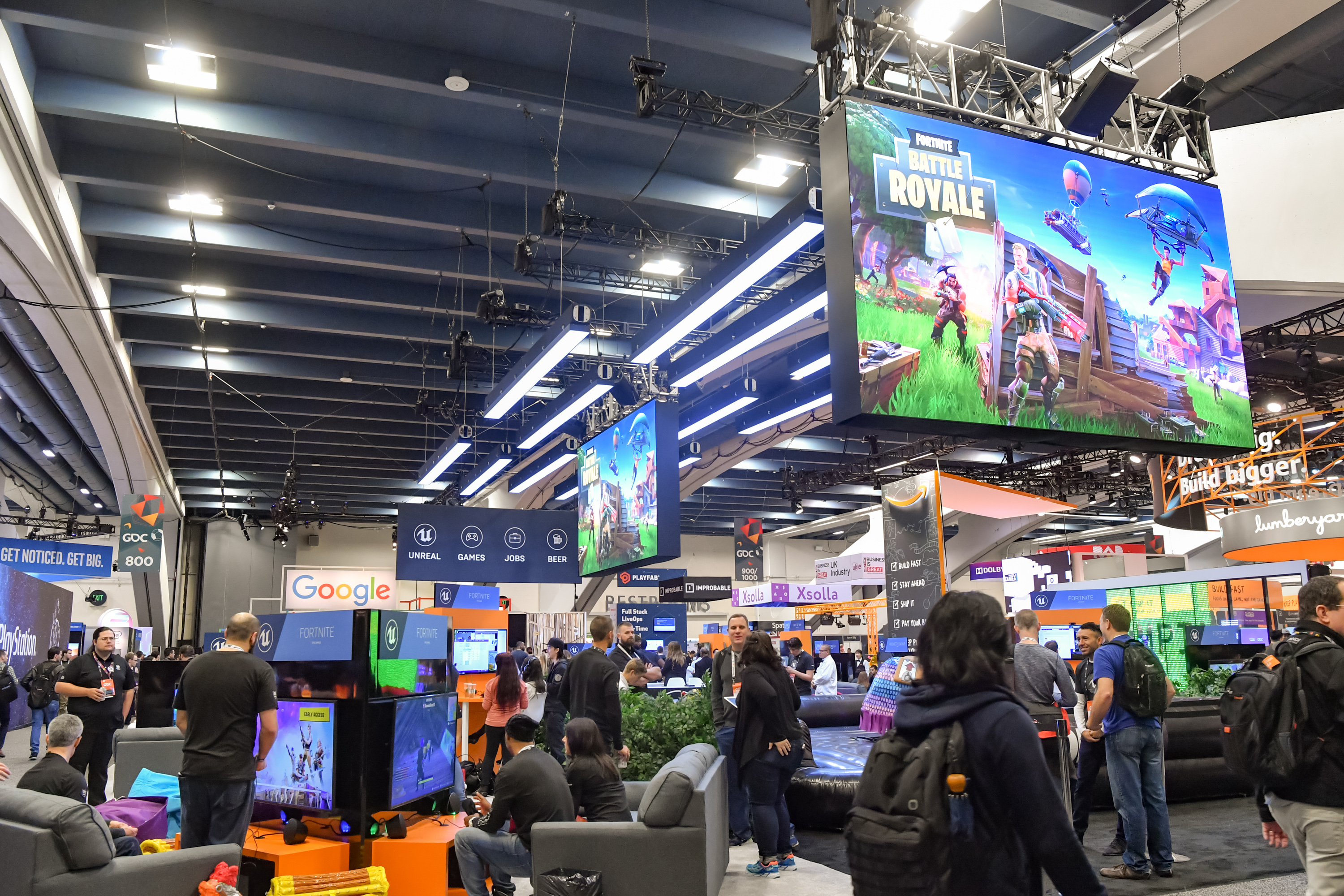
Fortnite Battle Royale en la Game Developers Conference de 2018

En esos dos meses de desarrollo, el plan de Epic era incluir el Battle Royale dentro del juego pagado de Fortnite, y originalmente anunció este enfoque públicamente a principios de septiembre de 2017. Solo dos semanas antes de su lanzamiento, Epic decidió convertirlo en un free-to-play independiente, pensando que si lo hubiese añadido en el juego pagado frenaría el crecimiento del título. Epic anunció este cambio formalmente alrededor de una semana después de anunciar por primera vez Battle Royale, permitiendo que aquellos que habían comprado el acceso anticipado a Fortnite en anticipación a este modo solicitasen reembolsos. Este lanzamiento, que se adelantó a Battlegrounds en las consolas, causó cierta preocupación al desarrollador de PUBG, ya que habían estado trabajando estrechamente con Epic para el soporte del motor Unreal en Battlegrounds, y estaban preocupados de que Fortnite pudiera incluir características planificadas en su modo Battle Royale antes de que pudieran liberarlos en Battlegrounds.
Con la popularidad de Fortnite: Battle Royale para el inicio de 2018, Epic Games separó un equipo de desarrollo para enfocarse en las mejoras ese modo. Epic Games declaró que su atención a Fortnite estaba causando que algunos de sus otros juegos vieran una cantidad de jugadores más baja, lo que los llevó a reducir los esfuerzos de desarrollo en estos juegos, particularmente Paragon. Para finales de enero de 2018, Epic Games anunció que cerraría completamente Paragon en abril de ese año, proporcionando reembolsos a todos los jugadores. Usuarios de un foro de Reddit dedicado a Fortnite expresaron su preocupación de que un destino similar podría ocurrirle al modo Salvar el Mundo, ya que desde el lanzamiento del modo Battle Royale, este no ha recibido la misma atención en cuanto a recibir actualizaciones y mejoras.

### Localización
Tencent, propietario parcial de Epic Games, llevó Fortnite Battle Royale a China en 2018; apoyando a Battlegrounds en China también. Tencent planea gastar hasta 15 millones de dólares para ayudar a promocionar el juego en China, establecer torneos eSports y luchar contra las infracciones de derechos de autor y los clones de Fortnite que han aparecido en el país. Epic también está trabajando con Neowiz Games para llevar una versión de Fortnite a los cibercafés de Corea para el segundo trimestre de 2018.
El juego fue desconectado en China el 15 de octubre de 2021 debido al gasto que producían los servidores.

## Capítulos y temporadas
| Capítulo                      | Eslogan de la Temporada   | Temática              | inicio y Fin de temporada                         | Duración | Evento de temporada | Evento Final |
| ----------------------------- | ------------------------- | --------------------- | ------------------------------------------------- | -------- | ------------------- | ------------ |
| Pretemporada                  |                           | Battle Royale         | 12 de septiembre de 2017 - 24 de octubre de 2017  | 43 días  | ✗                   | ✗            |
| Fortnite Capítulo 1           |                           |                       |                                                   |          |                     |              |
| Temporada 1 Capítulo 1        |                           | Battle Royale         | 24 de octubre de 2017 - 14 de diciembre de 2017   | 50 días  | ✗                   | ✗            |
| Temporada 2 Capítulo 1        |                           | Medieval              | 14 de diciembre de 2017 - 22 de febrero de 2018   | 69 días  | ✗                   | ✗            |
| Temporada 3 Capítulo 1        |                           | Espacio               | 22 de febrero de 2018 - 1 de mayo de 2018         | 69 días  | ✔                   | ✗            |
| Temporada 4 Capítulo 1        | Prepárate para el impacto | Películas/Superhéroes | 1 de mayo de 2018 - 11 de julio de 2018           | 72 días  | ✗                   | ✔            |
| Temporada 5 Capítulo 1        | Choque de mundos          | Choque de mundos      | 11 de julio de 2018 - 27 de septiembre de 2018    | 77 días  | ✔                   | ✗            |
| Temporada 6 Capítulo 1        | La oscuridad se eleva     | Oscuridad             | 27 de septiembre de 2018 - 5 de diciembre de 2018 | 70 días  | ✗                   | ✔            |
| Temporada 7 Capítulo 1        | Será mejor que te cuides  | Navidad               | 5 de diciembre de 2018 - 28 de febrero de 2019    | 84 días  | ✔                   | ✗            |
| Temporada 8 Capítulo 1        | La X marca el lugar       | Piratas               | 28 de febrero de 2019 - 9 de mayo de 2019         | 70 días  | ✗                   | ✔            |
| Temporada 9 Capítulo 1        | El Futuro es Tuyo         | Futuro                | 9 de mayo de 2019 - 1 de agosto de 2019           | 84 días  | ✗                   | ✔            |
| Temporada X Capítulo 1        | Fuera del Tiempo          | Viajes en el Tiempo   | 1 de agosto de 2019 - 13 de octubre de 2019       | 74 días  | ✗                   | ✔            |
| Fortnite Capítulo 2           |                           |                       |                                                   |          |                     |              |
| Temporada 1 Capítulo 2        | Nuevo Mundo               | El Nuevo Mundo        | 15 de octubre de 2019 - 20 de febrero de 2020     | 128 días | ✔                   | ✗            |
| Temporada 2 Capítulo 2        | Ultra Secreto             | Espías                | 20 de febrero de 2020 - 17 de junio de 2020       | 118 días | ✔                   | ✔            |
| Temporada 3 Capítulo 2        | Un Chapuzón de Aventura   | Acuático              | 17 de junio de 2020 - 27 de agosto de 2020        | 72 días  | ✗                   | ✗            |
| Temporada 4 Capítulo 2        | Guerra en el Nexus        | Marvel                | 27 de agosto de 2020 - 2 de diciembre de 2020     | 97 días  | ✗                   | ✔            |
| Temporada 5 Capítulo 2        | Únete a la cacería        | Cazarrecompensas      | 2 de diciembre de 2020 - 16 de marzo de 2021      | 103 días | ✗                   | ✗            |
| Temporada 6 Capítulo 2        | Instintos                 | Primitivo             | 16 de marzo de 2021 - 8 de junio de 2021          | 84 días  | ✔                   | ✗            |
| Temporada 7 Capítulo 2        | Invasión                  | Aliens                | 8 de junio de 2021 - 12 de septiembre de 2021     | 96 días  | ✔                   | ✔            |
| Temporada 8 Capítulo 2        | Cúbico                    | Cubos                 | 12 de septiembre de 2021 - 5 de diciembre de 2021 | 83 días  | ✗                   | ✔            |
| Fortnite Capítulo 3           |                           |                       |                                                   |          |                     |              |
| Temporada 1 Capítulo 3        | De Vuelta                 | Nuevo Mundo           | 5 de diciembre de 2021 - 19 de marzo de 2022      | 104 días | ✗                   | ✗            |
| Temporada 2 Capítulo 3        | Resistencia               | Guerra                | 19 de marzo de 2022 - 4 de junio de 2022          | 77 días  | ✗                   | ✔            |
| Temporada 3 Capítulo 3        | Buena Onda                | Fiesta                | 4 de junio de 2022 - 17 de septiembre de 2022     | 105 días | ✗                   | ✗            |
| Temporada 4 Capítulo 3        | Paraíso                   | Cromo                 | 17 de septiembre de 2022 - 3 de diciembre de 2022 | 77 días  | ✗                   | ✔            |
| Fortnite Capítulo 4           |                           |                       |                                                   |          |                     |              |
| Temporada 1 Capítulo 4        | Capítulo 4                | Medieval              | 3 de diciembre de 2022 - 10 de marzo de 2023      | 97 días  | ✗                   | ✗            |
| Temporada 2 Capítulo 4        | Mega                      | Oriental futurista    | 10 de marzo de 2023 - 9 de junio de 2023          | 92 días  | ✗                   | ✗            |
| Temporada 3 Capítulo 4        | Tierras salvajes          | Selvático             | 9 de junio de 2023 - 25 de agosto de 2023         | 78 días  | ✗                   | ✗            |
| Temporada 4 Capítulo 4        | A toda costa              | Saqueadores           | 25 de agosto de 2023 - 3 de noviembre de 2023     | 71 días  | ✗                   | ✗            |
| Temporada Orígenes Capítulo 4 | Orígenes                  | Vuelta al capítulo 1  | 3 de noviembre de 2023 - 2 de diciembre de 2023   | 30 días  | ✗                   | ✔            |
| Fortnite Capítulo 5           |                           |                       |                                                   |          |                     |              |
| Temporada 1 Capítulo 5        | Contra cultura            | Búsqueda              | 3 de diciembre de 2023 - 8 de marzo de 2024       | 97 días  | ✔                   | ✗            |
| Temporada 2 Capítulo 5        | Mitos y Mortales          | Mitología Griega      | 8 de marzo de 2024 - 24 de mayo de 2024           | 75 días  | ✔                   | ✗            |
| Temporada 3 Capítulo 5        | Desenfreno                | Post apocalíptico     | 24 de mayo de 2024 - 16 de agosto de 2024         | 84 días  | ✔                   | ✗            |
| Temporada 4 Capítulo 5        | Alerta: DOOM              | Marvel                | 16 de agosto de 2024 - 2 de noviembre de 2024     | 78 días  | ✔                   | ✔            |
| Temporada Remix Capítulo 5    | Remix                     | Vuelta al capítulo 2  | 2 de noviembre de 2024 - 30 de noviembre de 2024  | 28 días  | ✗                   | ✔            |
| Fortnite Capítulo 6           |                           |                       |                                                   |          |                     |              |
| Temporada 1 Capítulo 6        | Cazademonios              | Mitología Japonesa    | 1 de diciembre de 2024 - 21 de febrero de 2025    | 82 días  | ✔                   | ✗            |
| Temporada 2 Capítulo 6        | Bandidos                  | Atracos               | 21 de febrero de 2025 - 2 de mayo de 2025         | 70 días  | ✔                   | ✗            |
| Temporada MS1 Capítulo 6      | Batalla Galáctica         | Star Wars             | 2 de mayo de 2025 - 7 de junio de 2025            | 36 días  | ✗                   | ✔            |
| Temporada 3 Capítulo 6        | Super                     | Superhéroes           | 7 de junio de 2025 - 7 de agosto de 2025          | 61 días  | ✔                   | ✗            |
| Temporada 4 Capítulo 6        | Shock Explosivo           | Invasión de insectos  | 7 de agosto de 2025 - 1 de noviembre de 2025      | 86 días  |                     |              |

## Colaboraciones
Una de las características más notables del juego es su gran número de colaboraciones con temas de la cultura popular, entre las cuales destacan, series de televisión, películas, marcas de ropa, artistas musicales, streamers famosos, entre otros dejándolo así como una de los videojuegos con más relevancia y más impacto en la cultura de los jugadores con más de 70 colaboraciones diferentes.

## Versiones
En marzo de 2018, Epic anunció que estaba haciendo una versión de Fortnite Battle Royale para Android e iOS. Se espera que estas versiones tengan soporte multiplataforma entre Windows, MacOS y Xbox One, el cual se habilitó el 15 de marzo de 2018. Si bien Epic Games ha expresado interés en tener soporte multiplataforma completo entre PC, móvil, PlayStation 4 y Xbox One, el juego cruzado entre PlayStation 4 y Xbox One es un problema relacionado con las políticas de Sony, según Microsoft. La versión de iOS fue lanzada primero, y se espera que sea seguida por la versión de Android a mediados de 2018. La versión beta para dispositivos iOS lanzada el 15 de marzo de 2018, y se abrió a todos los jugadores el 2 de abril de 2018. Epic Games declaró que no es posible lanzar la versión de Android con la versión de iOS simultáneamente, y se negó a proporcionar una fecha de lanzamiento concreta, porque los desarrolladores querían pasar unos meses asegurándose de que el juego sea compatible con tantos dispositivos Android como sea posible, una tarea que no se logra fácilmente debido a la gran variedad de hardware de Android.
La versión de iOS de Fortnite Battle Royale por sí sola trajo un estimado de un 1 millón de dólares en ingresos de microtransacción en los primeros tres días de compras integradas disponibles, según la firma de análisis Sensor Tower. Glixel, una división de la revista Rolling Stone, considera estos números como impresionantes, en comparación con el índice de éxito temprano de otros populares juegos móviles, como Pokémon Go y Clash Royale, que obtuvieron 4,9 y 4,6 millones de dólares en sus primeros cuatro días, respectivamente. Sensor Tower estimó además que después de un mes, el título móvil había ganado más de 25 millones de dólares, superando los ingresos de cualquier otro juego móvil y otras varias aplicaciones de mayor recaudación durante el mismo período.
Un lanzamiento de Fortnite para la consola de videojuegos Nintendo Switch se había rumoreado en la semana anterior al evento anual de Electronic Entertainment Expo en junio de 2018. Durante la presentación de Nintendo Direct, Nintendo y Epic Games anunciaron el lanzamiento de 'Fortnite Battle Royale para Nintendo Switch, con soporte de juego multiplataforma con computadora, Xbox One y usuarios móviles; dichos usuarios pueden trasladar su inventario, Battle Pass y la moneda del juego entre estas plataformas a través de su cuenta de usuario de Epic. El juego fue lanzado el 12 de junio de 2018, el mismo día del anuncio. Es el primer juego que admite chat de voz directo a través de la consola Switch. Los jugadores, sin embargo, notaron que la versión de Switch no se puede vincular a cuentas de Epic Games que se usaron en algún momento con la versión de PlayStation 4, o viceversa; esto se confirmó que no era una decisión de Epic, sino una decisión de Sony.

## Competiciones profesionales

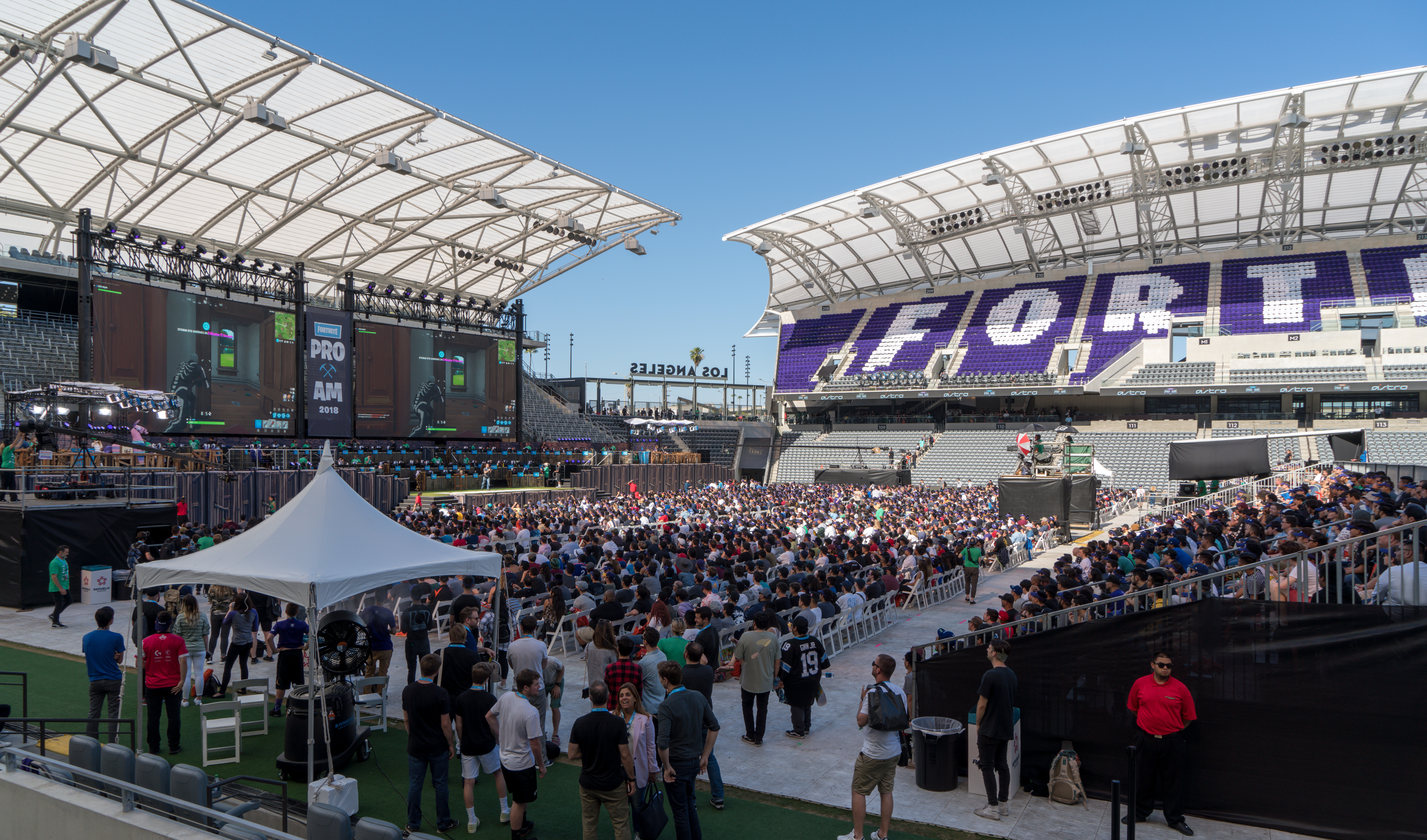
El evento Fortnite Pro-Am en la E3 2018

Una de las primeras competiciones profesionales de eSports con Fortnite fue el evento Fortnite Pro-Am, celebrado el 12 de junio de 2018 durante la Electronic Entertainment Expo 2018, con 3000 asistentes. Este torneo se anunció después del éxito de la transmisión de marzo de 2018 de Tyler "Ninja" Blevins, donde jugó junto a celebridades como Drake. El evento incluía a 50 celebridades emparejadas con los 50 mejores jugadores compitiendo por un pozo de premios de 3 millones de dólares que serían donados a organizaciones benéficas. Ninja y su famoso compañero de equipo Marshmello fueron los ganadores de este evento.
En mayo de 2018, Epic anunció que destinaría 100 millones de dólares a financiar varios torneos durante todo el año para ayudar a Fortnite Battle Royale a convertirse en un eSport. Luego, durante el Fortnite Pro-Am en E3 2018, Epic anunció que organizaría un evento Fortnite World Cup 2019, centrado en el modo individual y en dúos. Todos los jugadores, independientemente de su habilidad, tendrían la oportunidad de tratar de obtener una ubicación en el evento.

## Recepción
Fortnite Battle Royale rápidamente se convirtió en su propio fenómeno, comparado por los analistas con el éxito en reclutar jugadores no medios como World of Warcraft y Minecraft habían hecho previamente. Fortnite Battle Royale obtuvo más de 10 millones de jugadores en dos semanas después de su lanzamiento. En marzo del año 2018, se estimó que tenía más de 45 millones de jugadores. Tres meses después, en junio del 2018, Epic anunció que había logrado más de 125 millones de jugadores en menos de un año, con al menos 40 millones de jugadores jugando el juego una vez al mes. Un día después de estar disponible, la versión de Nintendo Switch se descargó más de 2 millones de veces, según Nintendo. Sobre el lanzamiento de la temporada 5 en julio de 2018, Akamai Technologies reportó que el tráfico de Fortnite se acercaba a los 37 terabytes por segundo, la mayor cantidad de tráfico que han observado de un juego.

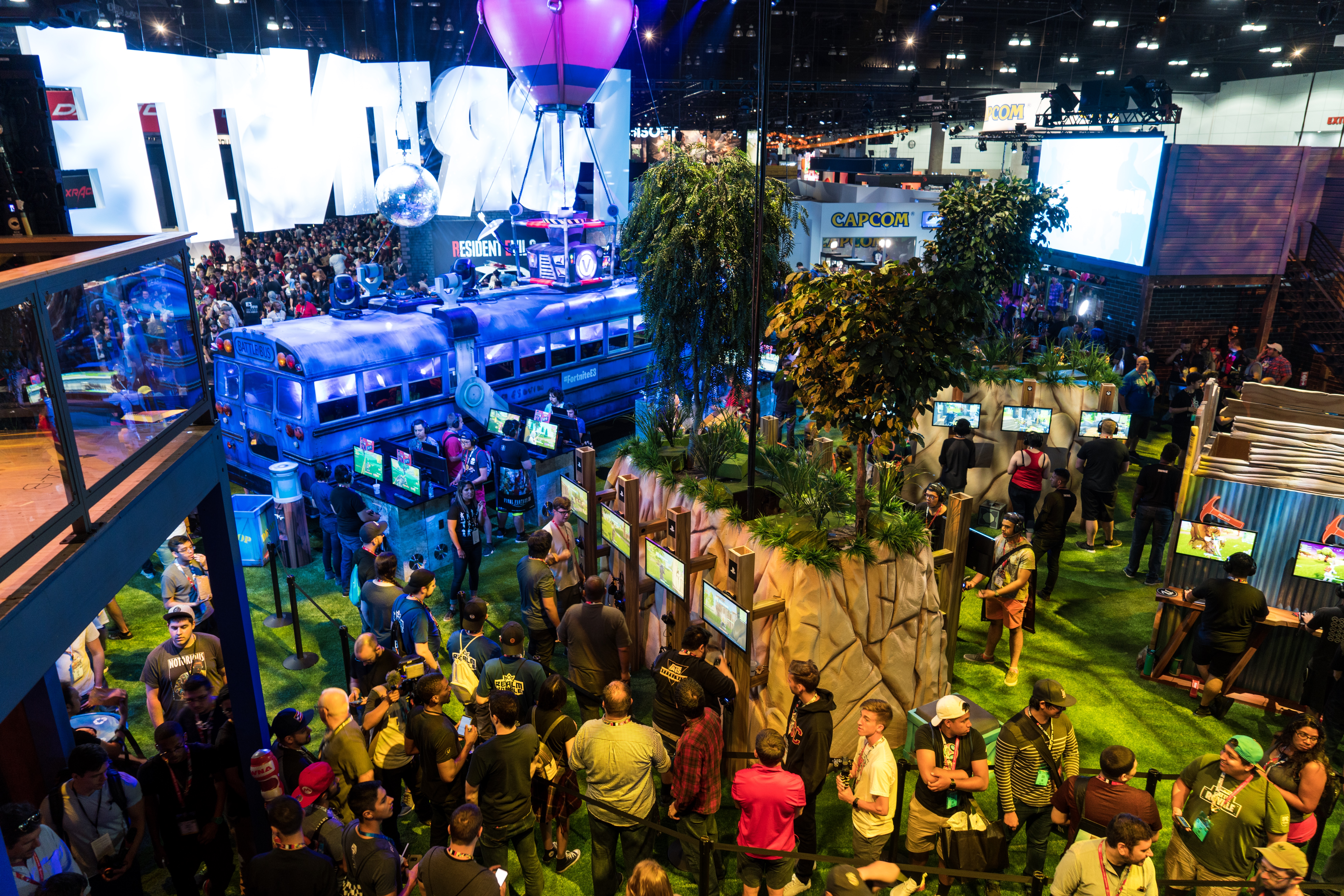
Exhibición de Fortnite durante la Electronic Entertainment Expo 2018

Periodistas atribuyeron el éxito de Fortnite Battle Royale sobre PlayerUnknown Battlegrounds como una combinación de varios factores: además de ser gratuito y estar disponible en consolas, el juego fue lanzado en un momento en que Battlegrounds estaba luchando contra tramposos y una comunidad tóxica, y presenta una cualidad caricaturesca menos violenta que, como Minecraft, fue capaz de atraer a un público más joven y de distinto género. Además, Epic ha mantenido actualizaciones frecuentes para el juego, agregando nuevas armas y herramientas en el juego junto con eventos de tiempo limitado y elementos narrativos a más largo plazo que ayudan a atraer más jugadores. El gran interés en el juego en marzo de 2018, que ha logrado atraer a un público más grande en comparación con los juegos multijugador existentes como Grand Theft Auto Online y Destiny 2, ha tenido un impacto financiero en las editoriales competidoras Take-Two Interactive y Activision Blizzard con la caída de sus acciones durante este período, según los analistas de Morgan Stanley y de KeyBanc Capital Markets Inc. Bobby Kotick, CEO de Activision, en sus resultados trimestrales publicados en mayo de 2018, declaró que "Fortnite definitivamente es una gran competencia en este momento... ha sido un catalizador realmente importante para atraer a nuevos jugadores al juego", y la compañía está buscando desarrollar su propio título de batalla real. El CEO de Electronic Arts Blake Jorgensen también consideró que Fortnite Battle Royale y Battlegrounds tienen un impacto significativo en el mercado. Jorgensen dijo "[Fortnite] está trayendo gente más joven al mercado y a los videojuegos de disparos en primera persona, y creo que eso es bueno para la salud a largo plazo de esa categoría para todos los que trabajamos en la industria".
La firma de análisis SuperData estimó que Fortnite Battle Royale obtuvo más de 126 millones de dólares en febrero de 2018, superando los ingresos de Battlegrounds por el mismo período de 103 millones de dólares. SuperData estimó que los ingresos de Fortnite en todas las plataformas superarían los 223 millones de dólares durante el mes de marzo. En abril de 2018, SuperData estimó que Fortnite Battle Royale había superado tanto las ventas como el conteo de jugadores en todas las plataformas en los campos de batalla. Debido a Fortnite Battle Royale, Epic Games subió a un valor neto estimado de 4500 millones de dólares en mayo del año 2018. El juego generó 296 millones de dólares en ingresos en abril, seguidos por 318 millones de dólares en mayo, según SuperData. Parcialmente debido a la afluencia de ingresos de Fortnite Battle Royale, Epic redujo su porción de regalías que recolectó del Unreal Engine Marketplace de 30% a 12% en julio de 2018, aplicándolo retroactivamente a las ventas anteriores.
Parte del éxito del videojuego también se considera que está relacionado con su impacto en las redes sociales. En marzo del año 2018, Fortnite: Batalla Real se convirtió en el juego más visto en Twitch, superando los números de audiencia concurrentes promedio de League of Legends y Battlegrounds. Un realizador de directos notable fue Tyler "Ninja" Blevins, que obtuvo una gran cantidad de suscriptores en marzo de 2018, en parte debido a su habilidad y a través de promociones en Twitch que ofrecieron artículos cosméticos gratuitos para Fortnite Battle Royale; en marzo de 2018, se estima que ganaría 500.000 dólares por mes con sus ingresos por transmisión. El transmisor de YouTube Rubén Doblas Gundersen tuvo un combate Fortnite Battle Royale con otras 99 cadenas de YouTube conocidas a fines de marzo, que atrajo a más de 1,1 millones de espectadores, convirtiéndolo en uno de los canales de YouTube de videojuegos más vistos. Se estima que el evento Fortnite Pro-Am celebrado en la E3 2018 atrajo más de 1,3 millones de vistas en Twitch y otros servicios de transmisión, lo que lo convirtió en uno de los eventos transmitidos en vivo más vistos hasta la fecha.

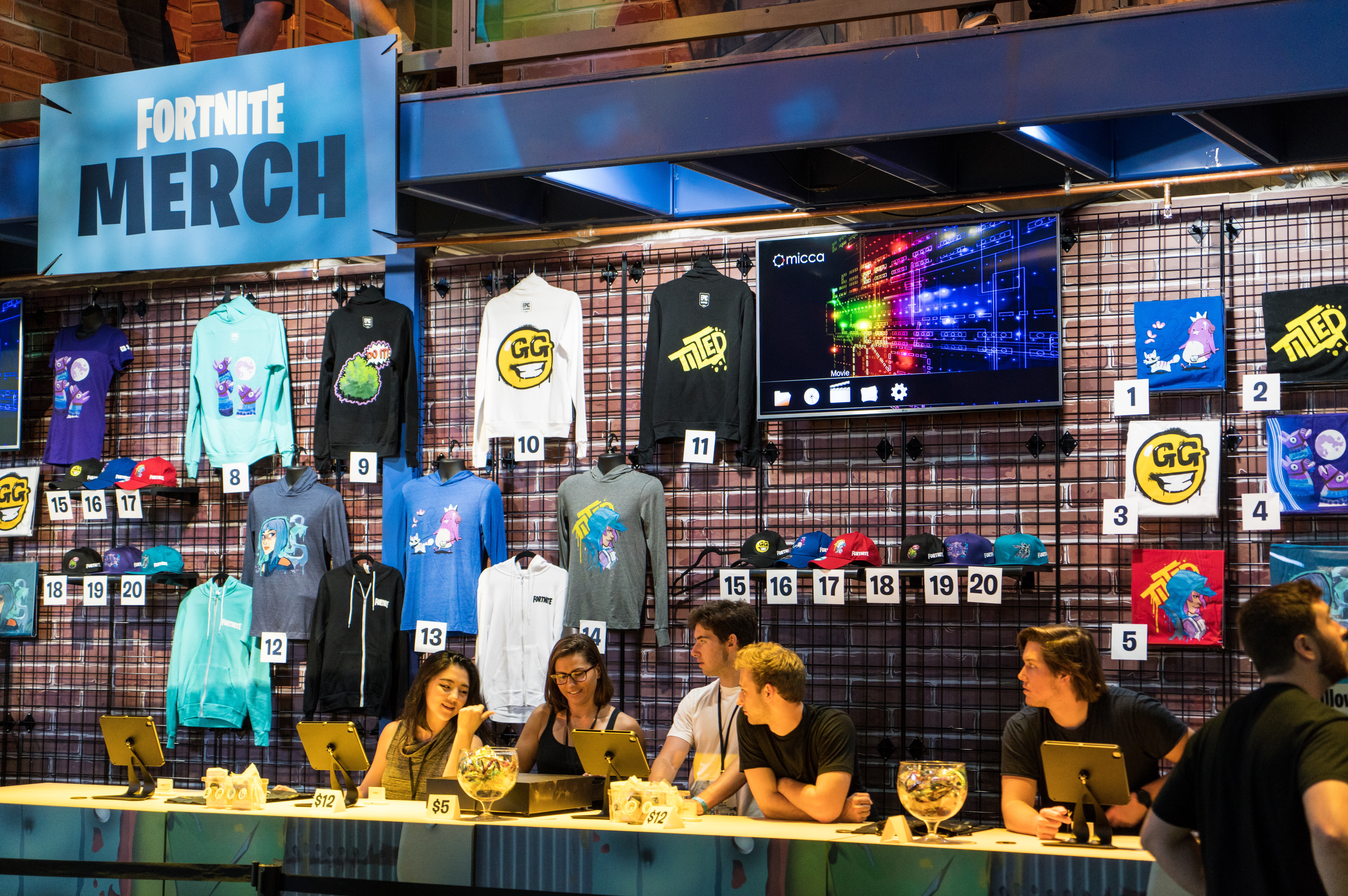
Una tienda de ropa con productos relacionados con Fortnite.

Varias celebridades y atletas han dicho que juegan Fortnite: Batalla Real, como el rapero Chance, Joe Jonas, Finn Wolfhard, Roseanne Barr y Norm Macdonald. En marzo de 2018, Tyler Blevins organizó una transmisión que incluía a Drake, Travis Scott, Kim DotCom y el receptor abierto de los Pittsburgh Steelers, JuJu Smith-Schuster, todos jugando el juego. La transmisión superó los 635.000 espectadores simultáneos, convirtiéndose en la transmisión más vista en Twitch fuera de los torneos eSports. Otras personas notables han expresado su afición por el juego; los hermanos Russo, directores de Avengers: Infinity War, declararon que a menudo jugaban Fortnite Batalla Real durante los descansos en el desarrollo de la película, lo que les llevó a proponer la idea del Thanos LTM para el juego. El conocimiento del juego por parte de celebridades se ha considerado una razón para aumentar la popularidad y el crecimiento del jugador en el videojuego.
Con el lanzamiento de la versión móvil, los maestros, padres y estudiantes han descubierto que el videojuego se había vuelto popular entre los jugadores más jóvenes debido a que se puede jugar gratis, su estilo artístico de caricaturas y su carácter social. Esto se traslada a las escuelas, lo que se ha visto como un elemento perturbador dentro del aula. Desde entonces, Epic Games ha añadido advertencias en las pantallas de carga del juego para desalentar a los estudiantes de jugarlo durante las clases. El Secretario de Estado para la Cultura, Medios de Comunicación y Deporte de Reino Unido, Matt Hancock, expresó su preocupación por la cantidad de tiempo que los niños empleaban en Fortnite Battle Royale y videojuegos similares sin un equilibrio de ejercicio físico e interacciones sociales.

## Demanda
En enero de 2018, PUBG Corporation (actual PUBG Studios), la compañía filial de Bluehole (actual Krafton) detrás del juego PlayerUnknown's Battlegrounds (PUBG), presentó una demanda contra Epic Games (creadores de Fortnite) en los tribunales del distrito Central de Seúl alegando que Fortnite Battle Royale infringía los derechos de autor de PUBG. acusaron a Epic Games de copiar la interfaz de usuario e ítems del juego. Según la publicación de The Korea Times, los observadores del mercado predijeron que habría poca probabilidad de que PUBG Corporation ganara el caso, ya que sería difícil establecer la originalidad de PUBG en los tribunales debido a los battle royale (género de juego de batalla real), que incluye a ambos, derivado de la película japonesa del año 2000 Battle Royale. El caso se cerró tras la retirada de la demanda en junio de ese mismo año por parte de PUBG Corporation por razones no reveladas, pero se sospecha que llegaron a un acuerdo extrajudicial.